# Караганди (Сиримський район)
Караганди́ (каз. Қарағанды) — село у складі Сиримського району Західноказахстанської області Казахстану. Входить до складу Шолаканкатинського сільського округу.
У радянські часи село називалось Караганда.
Населення — 61 особа (2021; 214 у 2009, 428 у 1999, 554 у 1989).